# فیلم صامت (فیلم)
فیلم صامت (انگلیسی: Silent Movie) فیلمی در ژانر کمدی به کارگردانی مل بروکس است که در سال ۱۹۷۶ منتشر شد.

## بازیگران
- مارتی فلدمن
- دام دی‌لوئیس
- برنادت پیترز
- سید سیزر
- مل بروکس
- هارولد گلد
- آن بنکرافت
- لایزا مینلی
- برت رینولدز
- مارسل مارسو
- جیمز کان
- پل نیومن
- ران کری
- چاک مک‌کان
- فریتس فلد